# Sherp
SHERP es un vehículo todoterreno ucraniano  diseñado para terrenos accidentados, nieve y pantanos. La empresa  tiene su sede en Kiev (Ucrania). Sus vehículos se venden en todo el mundo a través de una amplia red de concesionarios  entre los que se encuentran ARGO y STREIT Group . 
La característica principal de los vehículos SHERP son sus enormes ruedas de muy baja presión con un sistema a bordo para inflarlas o desinflarlas, lo que permite a los vehículos atravesar cuerpos de agua, cruzar matorrales, trepar y escalar hielo fino. 
El sistema de suspensión es neumático, ecualizando la presión de las ruedas mediante tuberías de caudal controlable, lo que permite disminuir el volumen de aire en una  rueda que encuentra un obstáculo para aumentarlo en las ruedas restantes, maximizando las posibilidades de atravesar dicho obstáculo.
Este concepto de diseño ha sido copiado por otros fabricantes como BigBo  y Shatun (dirección articulada). 

## Historia de la creación
El vehículo todoterreno Sherp se basa en un diseño desarrollado a finales de la década de 2000 por el inventor ruso Alexei Garagashyan de San Petersburgo .  Uno de sus vehículos todoterreno fue comprado por el empresario ucraniano Vladimir Shkolnik.  Viendo la perspectiva de ventas, Shkolnik creó la producción de vehículos todo terreno.   En 2012, abrió una oficina de diseño en Kiev para perfeccionar el concepto y convertirlo en un producto industrial. Asumiendo las principales ventas en Rusia, en 2014 organizó la producción en San Petersburgo. 
En 2014 se fundó Sherp LLC (Rusia),  la producción en serie comenzó en 2015.  Ese mismo año, el Sherp se presentó en el Moscow Off-Road Show de vehículos todoterreno 2015, celebrado en Moscú. En marzo de 2022, la empresa ucraniana rescindió el acuerdo de licencia con Sherp LLC, que otorgaba a la empresa ucraniana el derecho a utilizar la marca y las patentes de Sherp LCC (Rusia).
En el verano de 2022, la compañía anunció la modificación SHERP N1200. Esta versión está pensada para su uso en climas árticos: está aislada, las ventanas están cerradas con barras de protección especiales contra los osos polares, agregando además un equipo para quitar la nieve y portaequipajes en el techo. 
En 2023, Sherp y Argo anunciaron un acuerdo de marca compartida. 

## En los medios
En febrero de 2016, SHERP apareció en el sitio web de Top Gear . 
En julio de 2017, se realizó una demostración de SHERP en las ciudades canadienses de Whitehorse y Yellowknife . 
En octubre de 2017, SHERP apareció en el programa de televisión Diesel Brothers . 
En enero de 2018, el distribuidor SHERP de Sudbury apareció en el programa Daily Planet de Discovery Canada . 
En julio de 2019, SHERP aparece con 2 Chainz en la serie de videos de GQ y Viceland Most Expensivest Sh*t . 
En agosto de 2019, SHERP aparece con Kevin Hart en Jay Leno's Garage . 
En noviembre de 2019, SHERP apareció en los videos musicales de Kanye West para Follow God y Closed on Sunday .   West también apareció con SHERP en un comercial del Super Bowl LVI de 2022 para McDonald's . 

En agosto de 2023, los vehículos SHERP aparecieron en el episodio " Hegemonía " de Star Trek: Strange New Worlds .

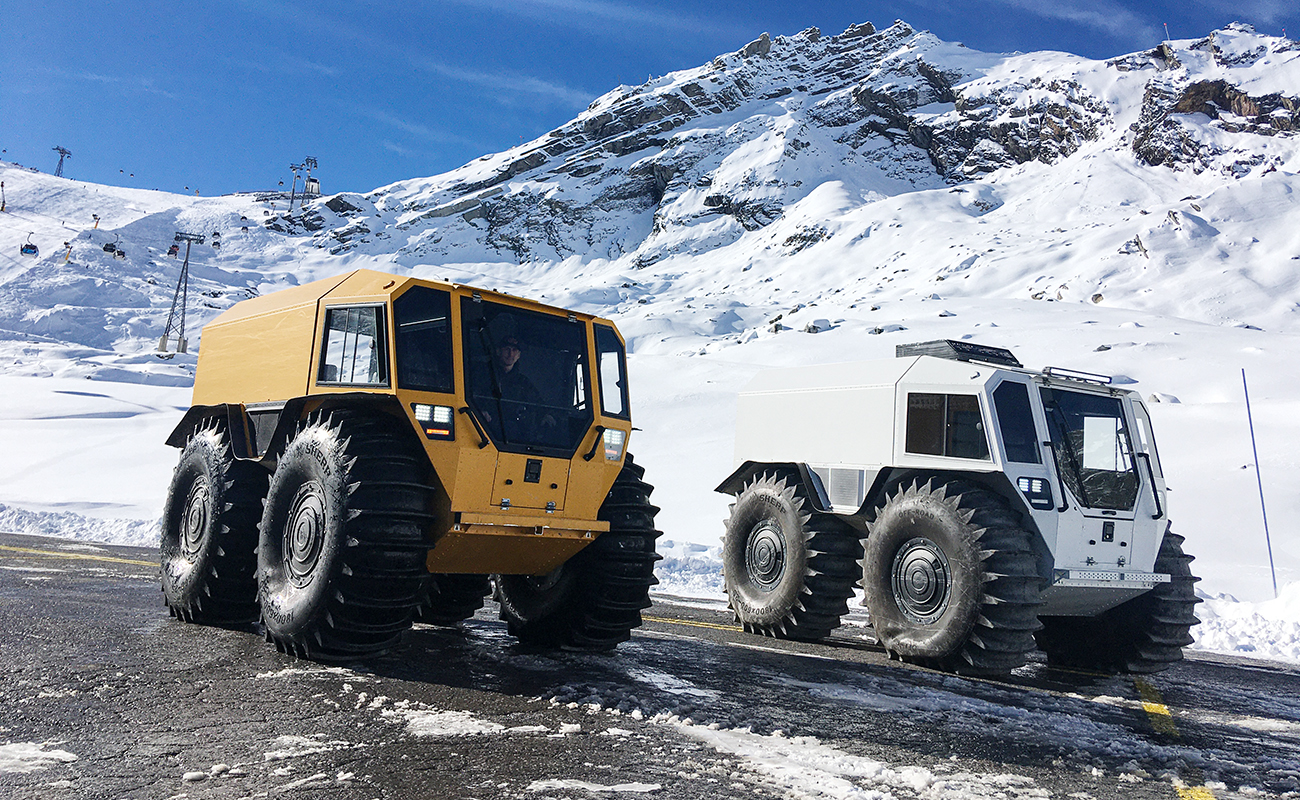
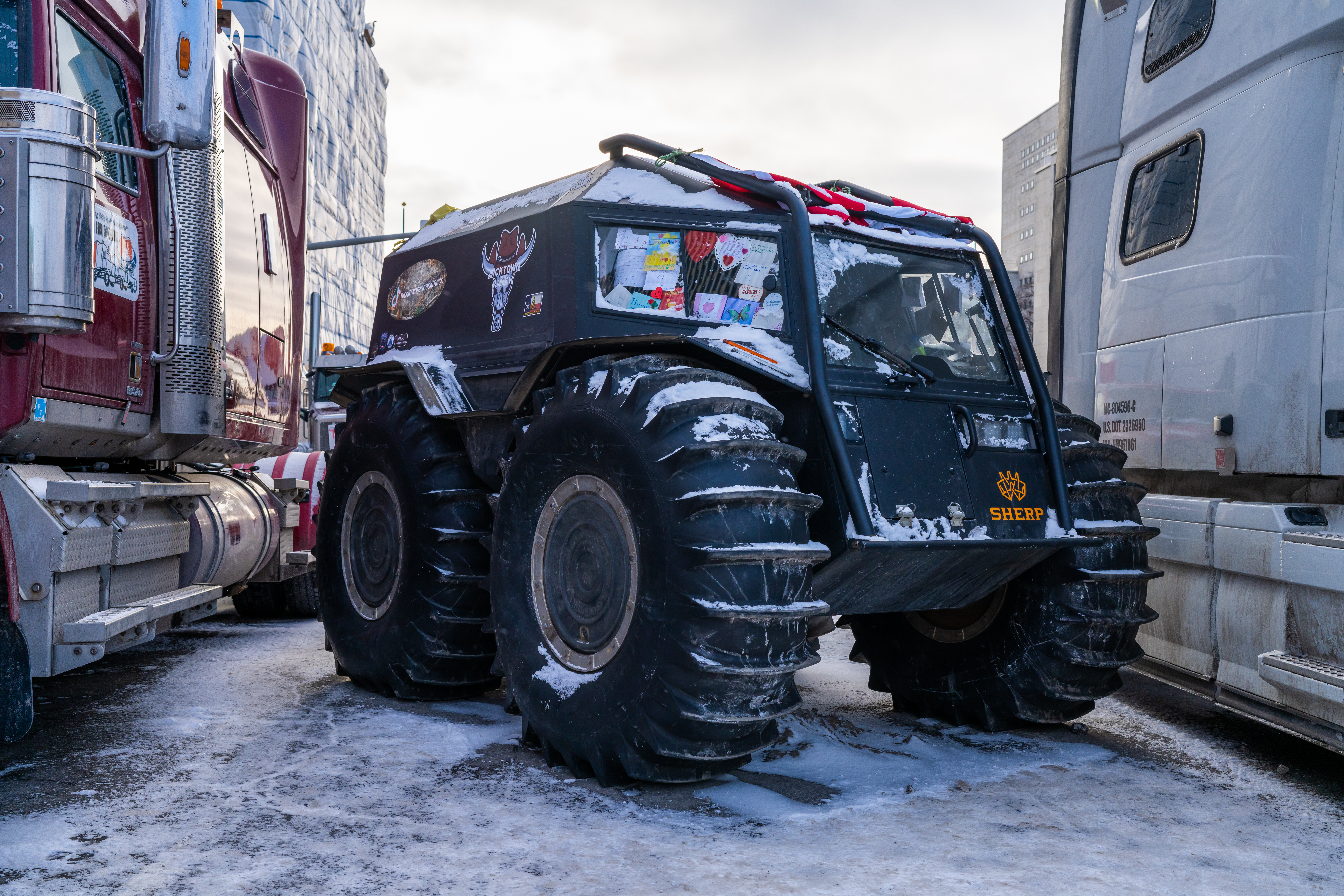
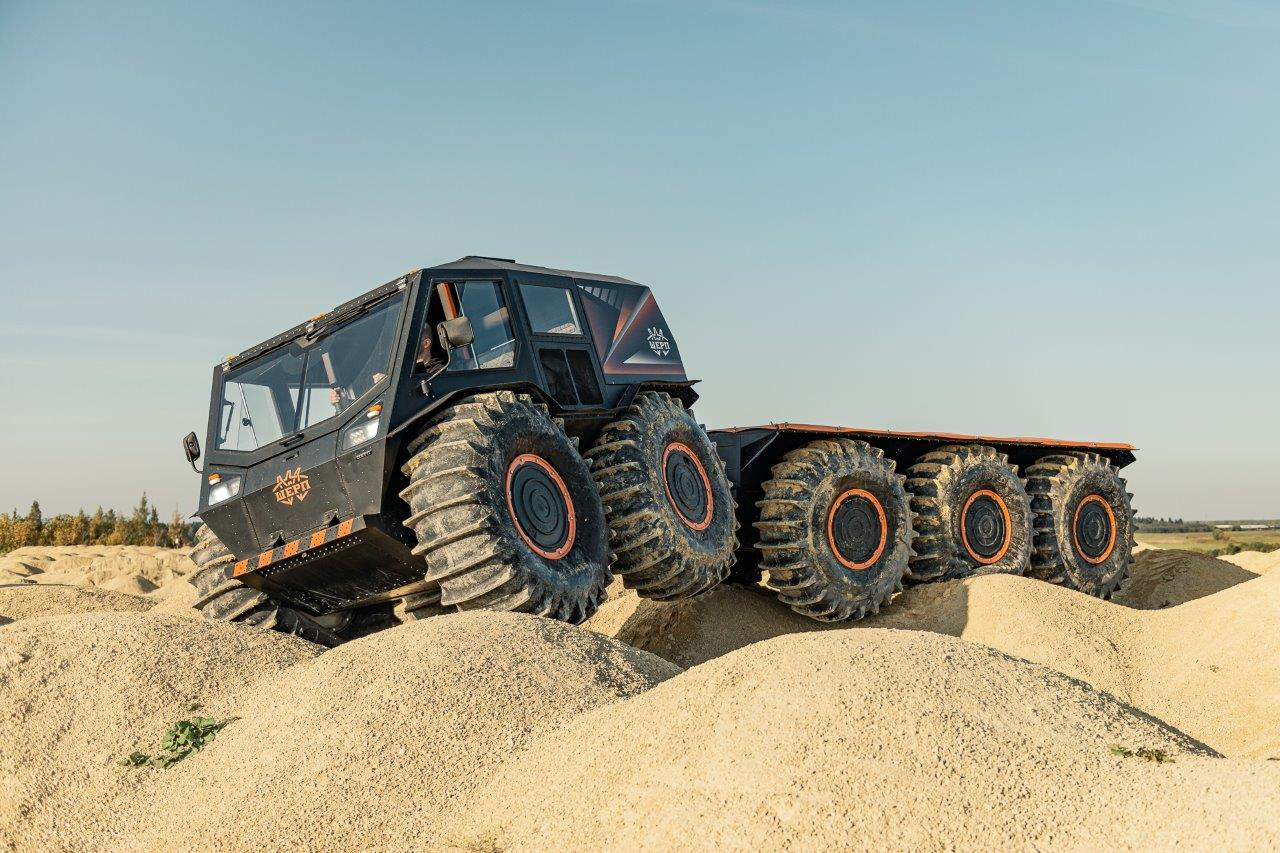
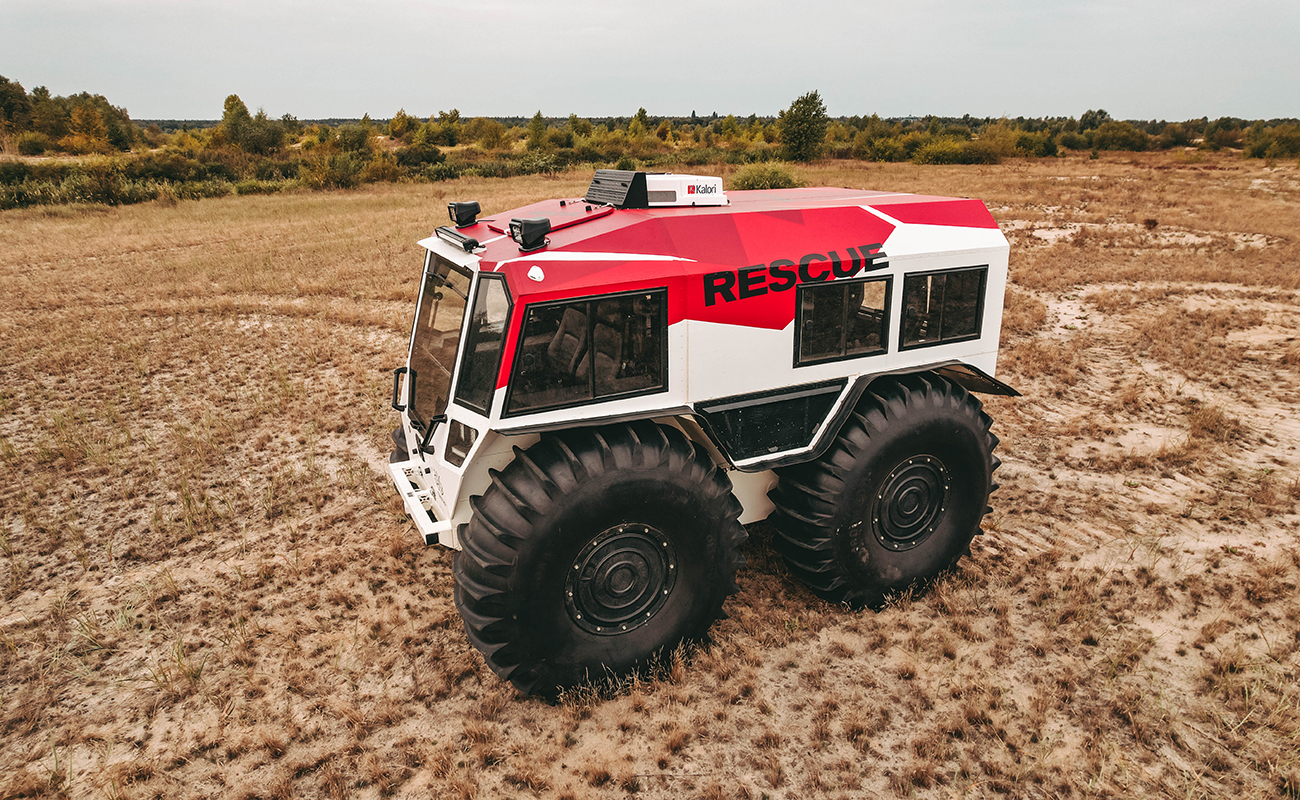
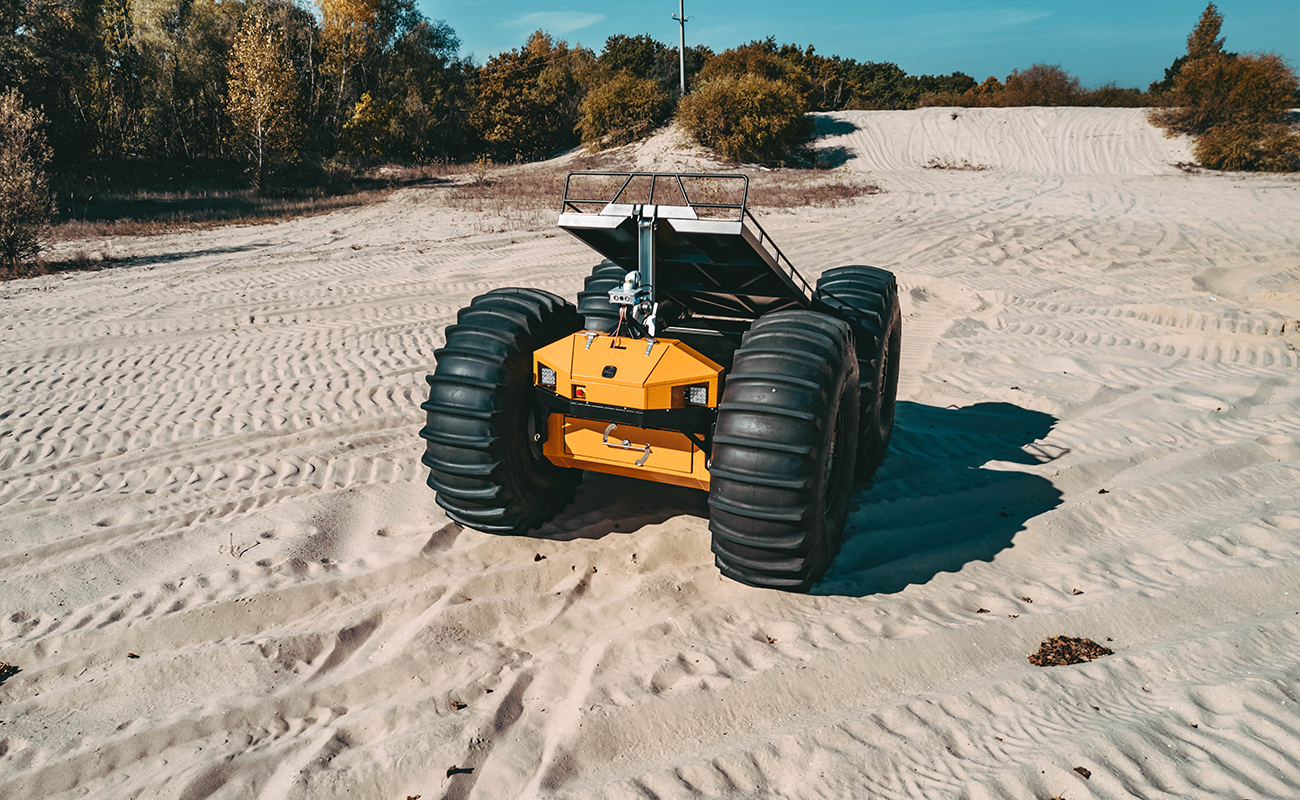
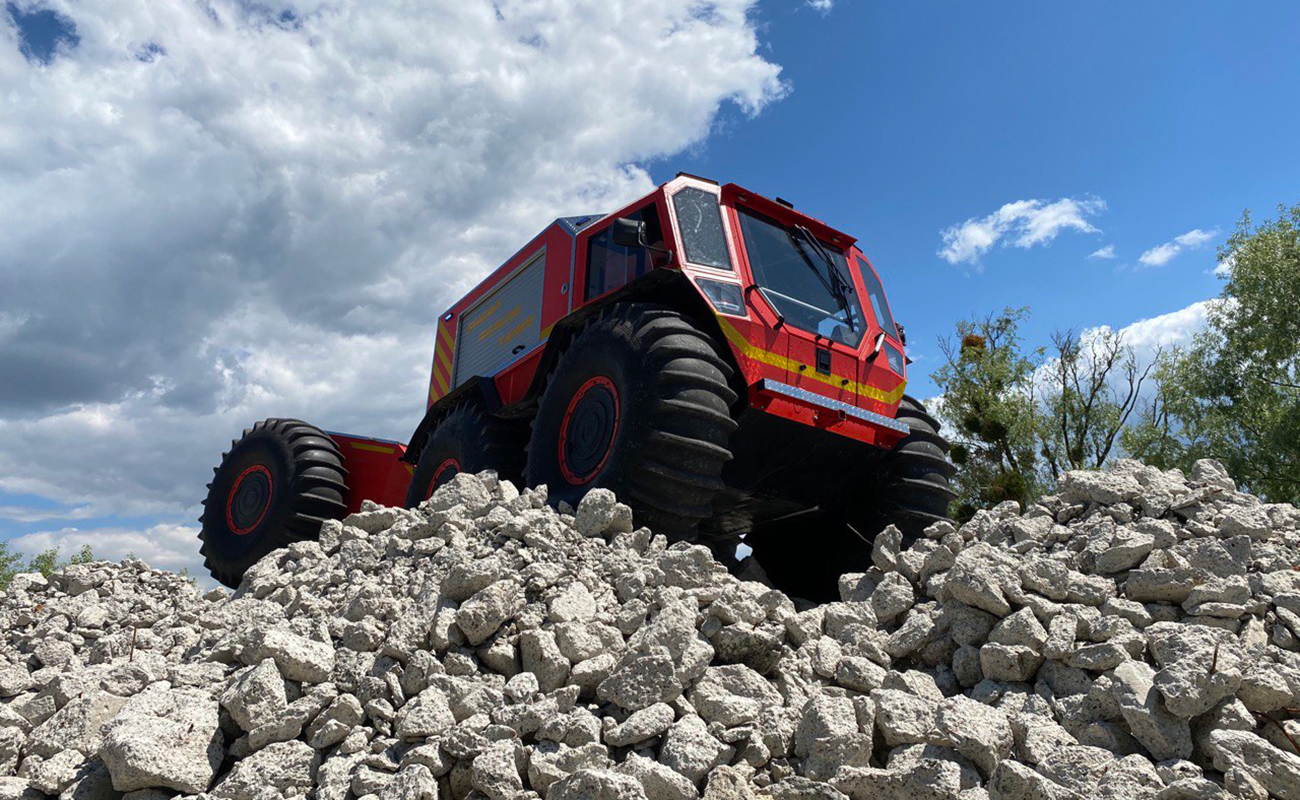